# Djamaa
Djamaa là một đô thị thuộc tỉnh El Oued, Algérie. Dân số thời điểm năm 2002 là 37.438 người.

## Khí hậu
Djamaa có khí hậu sa mạc nóng (phân loại khí hậu Köppen BWh), với mùa hè rất nóng và mùa đông ôn hòa.
| Dữ liệu khí hậu của Djamaa              | Dữ liệu khí hậu của Djamaa | Dữ liệu khí hậu của Djamaa | Dữ liệu khí hậu của Djamaa | Dữ liệu khí hậu của Djamaa | Dữ liệu khí hậu của Djamaa | Dữ liệu khí hậu của Djamaa | Dữ liệu khí hậu của Djamaa | Dữ liệu khí hậu của Djamaa | Dữ liệu khí hậu của Djamaa | Dữ liệu khí hậu của Djamaa | Dữ liệu khí hậu của Djamaa | Dữ liệu khí hậu của Djamaa | Dữ liệu khí hậu của Djamaa |
| Tháng                                   | 1                          | 2                          | 3                          | 4                          | 5                          | 6                          | 7                          | 8                          | 9                          | 10                         | 11                         | 12                         | Năm                        |
| --------------------------------------- | -------------------------- | -------------------------- | -------------------------- | -------------------------- | -------------------------- | -------------------------- | -------------------------- | -------------------------- | -------------------------- | -------------------------- | -------------------------- | -------------------------- | -------------------------- |
| Trung bình ngày tối đa °C (°F)          | 16.8 (62.2)                | 19.4 (66.9)                | 23.4 (74.1)                | 28.0 (82.4)                | 33.0 (91.4)                | 37.9 (100.2)               | 41.5 (106.7)               | 40.8 (105.4)               | 35.7 (96.3)                | 28.9 (84.0)                | 21.9 (71.4)                | 17.4 (63.3)                | 28.7 (83.7)                |
| Trung bình ngày °C (°F)                 | 10.5 (50.9)                | 12.9 (55.2)                | 16.5 (61.7)                | 20.6 (69.1)                | 25.4 (77.7)                | 30.5 (86.9)                | 33.5 (92.3)                | 32.9 (91.2)                | 28.6 (83.5)                | 22.3 (72.1)                | 15.6 (60.1)                | 11.4 (52.5)                | 21.7 (71.1)                |
| Tối thiểu trung bình ngày °C (°F)       | 4.2 (39.6)                 | 6.4 (43.5)                 | 9.6 (49.3)                 | 13.2 (55.8)                | 17.9 (64.2)                | 23.2 (73.8)                | 25.5 (77.9)                | 25.1 (77.2)                | 21.6 (70.9)                | 15.7 (60.3)                | 9.4 (48.9)                 | 5.4 (41.7)                 | 14.8 (58.6)                |
| Lượng Giáng thủy trung bình mm (inches) | 8 (0.3)                    | 4 (0.2)                    | 12 (0.5)                   | 8 (0.3)                    | 5 (0.2)                    | 1 (0.0)                    | 0 (0)                      | 1 (0.0)                    | 6 (0.2)                    | 10 (0.4)                   | 10 (0.4)                   | 11 (0.4)                   | 76 (2.9)                   |
| Nguồn: climate-data.org                 |                            |                            |                            |                            |                            |                            |                            |                            |                            |                            |                            |                            |                            |